# Prague Black Hawks
I Prague Black Hawks sono stati una squadra di football americano, di Praga, in Repubblica Ceca, nata nel 2010 per scissione dai Prague Lions. Nel 2012 si fusero con i Prague Panthers per fondare i Prague Black Panthers.
Nella loro breve esistenza hanno vinto due volte il titolo nazionale, arrivando secondi nella loro prima stagione.

## Dettaglio stagioni

### Tornei nazionali

#### ČLAF A
| Stagione | regular season | regular season | regular season | regular season | regular season | regular season | playoff | playoff | playoff | playoff | playoff | playoff    | playoff         |
|          | Vin            | Par            | Per            | Tot            | PF             | PS             | Vin     | Per     | Tot     | PF      | PS      | risultato  | avversaria      |
| -------- | -------------- | -------------- | -------------- | -------------- | -------------- | -------------- | ------- | ------- | ------- | ------- | ------- | ---------- | --------------- |
| 2010     | 3              | 0              | 3              | 6              | 128            | 92             | 1       | 1       | 2       | 12      | 83      | Czech Bowl | Prague Panthers |
| 2011     | 6              | 0              | 1              | 7              | 207            | 64             | 2       | 0       | 2       | 70      | 51      | Campioni   | Prague Panthers |
| 2012     | 5              | 0              | 1              | 6              | 221            | 84             | 2       | 0       | 2       | 76      | 34      | Campioni   | Prague Panthers |
| Totale   | 14             | 0              | 5              | 19             | 556            | 242            | 5       | 1       | 6       | 158     | 168     |            |                 |

Fonti: Enciclopedia del Football - A cura di Roberto Mezzetti

### Tornei internazionali

#### EFAF Cup
| Stagione | regular season | regular season | regular season | regular season | regular season | regular season | playoff | playoff | playoff | playoff | playoff | playoff   | playoff    |
|          | Vin            | Par            | Per            | Tot            | PF             | PS             | Vin     | Per     | Tot     | PF      | PS      | risultato | avversaria |
| -------- | -------------- | -------------- | -------------- | -------------- | -------------- | -------------- | ------- | ------- | ------- | ------- | ------- | --------- | ---------- |
| 2011     | 1              | 0              | 1              | 2              | 64             | 64             | -       | -       | -       | -       | -       | -         | -          |
| 2012     | 1              | 0              | 1              | 2              | 50             | 43             | -       | -       | -       | -       | -       | -         | -          |
| Totale   | 2              | 0              | 2              | 6              | 114            | 107            | -       | -       | -       | -       | -       |           |            |

Fonti: Enciclopedia del Football - A cura di Roberto Mezzetti

### Riepilogo fasi finali disputate
| Anno | Luogo | Evento     | Fase del torneo | Incontro                             | Risultato |
| 2010 | Praga | Czech Bowl | Finale          | Prague Panthers - Prague Black Hawks | 74 - 0    |
| 2011 | Praga | Czech Bowl | Finale          | Prague Panthers - Prague Black Hawks | 31 - 32   |
| 2012 | Praga | Czech Bowl | Finale          | Prague Black Hawks - Prague Panthers | 35 - 34   |

## Palmarès
- 2 Czech Bowl (2011, 2012)